# Earl Burtnett

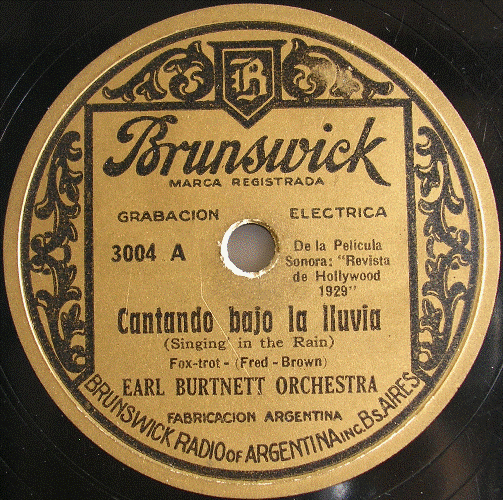
78 toerenplaat van Earl Burtnet op Brunswick, voor de Latijns-Amerikaanse markt: Singin’ in the Rain

Earl Burtnett (Harrisburg (Pennsylvania), 1899 - Chicago, 2 januari 1936) was een Amerikaanse pianist, componist, arrangeur en bigband-leider in de jazz en populaire muziek.

## Leven
Earl Burtnett studeerde twee jaar aan Pennsylvania State University, maar stopte er in 1918 mee. Hij kreeg een paar van zijn composities uitgegeven (waaronder 'Canadian Capers' en 'Down Honolulu Way') en werd in 1918 lid van de toerende band van Art Hickman. Kort daarop hoorde impresario Florenz Ziegfeld de groep in Californië, waardoor de band een plek kreeg in de Broadway-revue 'Ziegfield Follies of 1920'. Hij componeerde en arrangeerde verschillende hits voor Hickman, zoals "Sleep" (geschreven met Adam Geibel), "Leave Me With A Smile" (1921), "Mandalay" (1924, geschreven met Abe Lyman en Gus Arnheim) en "If I Should Lose You" (1927). Toen Hickman in 1929 met pensioen ging, nam Burtnett het orkest over en stond hiermee in Biltmore Hotel in Los Angeles. De band nam met het Biltmore Trio opnames voor Brunswick Records en verscheen in een paar films, 'The Flying Fool' (1929) en 'The Party Girl' (1930). Burtnett toerde met de band tot midden jaren dertig in het land en had af en toe werk in hotels in Houston en vooral Chicago, vanwaaruit ze vaak speelden voor de radio. De laatste plaatopnames werden gemaakt in mei 1934, voor Columbia.
In de band van Burtnett speelden onder meer Freddie Slaxk, Ned Hewitt, Les Houck en Don Dorsey. Vocalisten waren de zangeres Ruth Lee (succesvol met de song 'Imagine') en bijvoorbeeld Stanley Hickman.
Tijdens een tournee in september 1935 raakte Burtnett betrokken bij een verkeersongeluk, waarbij hij een been brak. Eind 1935 werd hij weer actief, tot hij in Chicago vlak voor kerstmis een blindedarmoperatie moest ondergaan. Het gevolg van de operatie was een ontsteking, zijn toestand verslechterde en de muzikant overleed op 2 januari, slechts 37 jaar oud.
In 2005 kreeg het nummer 'Puttin’ on the Ritz', in 1930 opgenomen door Harry Richman met Earl Burtnett & His Los Angeles Biltmore Hotel Orchestra, een Grammy Hall of Fame Award.